# هرمان مولر (دونده)
هرمان مولر (آلمانی: Hermann Müller; ۱۸ آوریل ۱۸۸۵ – ۲۱ ژانویهٔ ۱۹۴۷) دونده پیاده‌روی سرعت اهل آلمان بود.